# Chvatěruby
Chvatěruby är en ort i Tjeckien.   Den ligger i regionen Mellersta Böhmen, i den centrala delen av landet, 17 km norr om huvudstaden Prag. Chvatěruby ligger 190 meter över havet och antalet invånare är 444.
Terrängen runt Chvatěruby är platt. Runt Chvatěruby är det tätbefolkat, med 762 invånare per kvadratkilometer. Närmaste större samhälle är Prag, 17,0 km söder om Chvatěruby. Trakten runt Chvatěruby består till största delen av jordbruksmark.